# Rosulec
Rosulec, Jastrzębia Góra (516 m) – szczyt na Pogórzu Rożnowskim. Wznosi się nad miejscowościami Jamna, Paleśnica, Olszowa i Jastrzębia, w grzbiecie ciągnącym się od Bukowca (530 m) na północ. Jest całkowicie porośnięty lasem. Potoki spływające ze stoków Bukowca znajdują się w zlewni Paleśnianki, Olszowianki i Siekierczanki.
Stokami Rosulca poprowadzono dwa szlaki turystyczne, obydwa omijają jego wierzchołek.
Szlaki turystyczne
 Bacówka na Jamnej – Jamna – Rosulec – Olszowa
 Bacówka na Jamnej – Rosulec – Sucha Góra – Brzozowa